# Distribució generalitzada de valors extrems
En teoria i estadística de probabilitats, la distribució de valors extrems generalitzats (amb acrònim anglès GEV) és una família de distribucions de probabilitats contínues desenvolupades dins de la teoria de valors extrems per combinar les famílies de Gumbel, Fréchet i Weibull també conegudes com a distribucions de valors extrems tipus I, II i III. Segons el teorema dels valors extrems, la distribució GEV és l'única distribució límit possible de màxims normalitzats correctament d'una seqüència de variables aleatòries independents i distribuïdes de manera idèntica. Tingueu en compte que ha d'existir una distribució límit, que requereix condicions de regularitat a la cua de la distribució. Malgrat això, la distribució GEV s'utilitza sovint com a aproximació per modelar els màxims de seqüències llargues (finites) de variables aleatòries.
En alguns camps d'aplicació, la distribució generalitzada de valors extrems es coneix com a distribució de Fisher-Tippett, que porta el nom de Ronald Fisher i LHC Tippett que van reconèixer tres formes diferents que es descriuen a continuació. No obstant això, l'ús d'aquest nom de vegades es restringeix a significar el cas especial de la distribució Gumbel. L'origen de la forma funcional comuna per a les 3 distribucions es remunta almenys a Jenkinson, AF (1955), encara que suposadament també podria haver estat donada per von Mises, R. (1936).

## Especificació
Utilitzant la variable estandarditzada {\displaystyle s=(x-\mu )/\sigma \,,} on {\displaystyle \mu \,,} el paràmetre d'ubicació, pot ser qualsevol nombre real, i {\displaystyle \sigma >0} és el paràmetre d'escala; la funció de distribució acumulada de la distribució GEV és llavors{\displaystyle F(s;\xi )={\begin{cases}\exp {\Bigl (}{-}\exp(-s){\Bigr )}&~~{\text{ per }}~~\xi =0\\{}\\\exp {\Bigl (}{-}(1+\xi s)^{-1/\xi }{\Bigr )}&~~{\text{ per }}~~\xi \neq 0~~{\text{ i }}~~\xi \,s>-1\\{}\\0&~~{\text{ per }}~~\xi >0~~{\text{ i }}~~\xi \,s\leq -1\\{}\\1&~~{\text{ per }}~~\xi <0~~{\text{ i }}~~\xi \,s\leq -1~,\end{cases}}}on {\displaystyle \xi \,,} el paràmetre de forma, pot ser qualsevol nombre real. Així, per {\displaystyle \xi >0}, l'expressió és vàlida per {\displaystyle s>-1/\xi \,,} mentre que per {\displaystyle \xi <0} és vàlid per {\displaystyle s<-1/\xi \,.} En el primer cas, {\displaystyle -1/\xi } és el punt final inferior negatiu, on {\displaystyle F} és 0; en el segon cas, {\displaystyle -1/\xi } és el punt final superior positiu, on {\displaystyle F} és 1. Per {\displaystyle \xi =0} la segona expressió està formalment indefinida i es substitueix per la primera expressió, que és el resultat de prendre el límit de la segona, com {\displaystyle \xi \to 0} en tal cas {\displaystyle s} pot ser qualsevol nombre real.

## Aplicacions
- La distribució GEV s'utilitza àmpliament en el tractament dels "riscos de la cua" en camps que van des de les assegurances fins a les finances. En aquest últim cas, s'ha considerat com un mitjà per avaluar diversos riscos financers mitjançant mètriques com el valor en risc.
- Tanmateix, s'ha trobat que els paràmetres de forma resultants es troben en l'interval que condueix a mitjanes i variàncies indefinides, cosa que subratlla el fet que l'anàlisi de dades fiable sovint és impossible.[6]
- En hidrologia la distribució del GEV s'aplica a esdeveniments extrems com ara les precipitacions màximes anuals d'un dia i els abocaments fluvials.[7] La imatge blava, feta amb CumFreq, il·lustra un exemple d'ajust de la distribució GEV a les pluges màximes anuals d'un dia classificades i mostra també el cinturó de confiança del 90% basat en la distribució binomial. Les dades de pluja es representen traçant posicions com a part de l'anàlisi de freqüència acumulada.